# Mrákotín (kraj pardubicki)
Mrákotín – gmina w Czechach, w powiecie Chrudim, w kraju pardubickim. Według danych z dnia 1 stycznia 2014 liczyła 355 mieszkańców.